# Turbana
Turbana è un comune della Colombia facente parte del dipartimento di Bolívar.
Il comune venne istituito il 17 agosto 1894, ma reperti rinvenuti nella zona fanno risalire i primi insediamenti da parte degli indios Yurbanà al X secolo a.C.